# 圣安多尼堂 (罗马)
圣安多尼堂（ （意大利文））是罗马的一座罗马天主教领衔教堂，葡萄牙的国家教堂，供奉圣安多尼，位于葡萄牙街（Via dei Portoghesi）2号。
该堂立面为巴洛克风格，由小隆吉（Martino Longhi il Giovane）所設計。